# Podpůrný článek

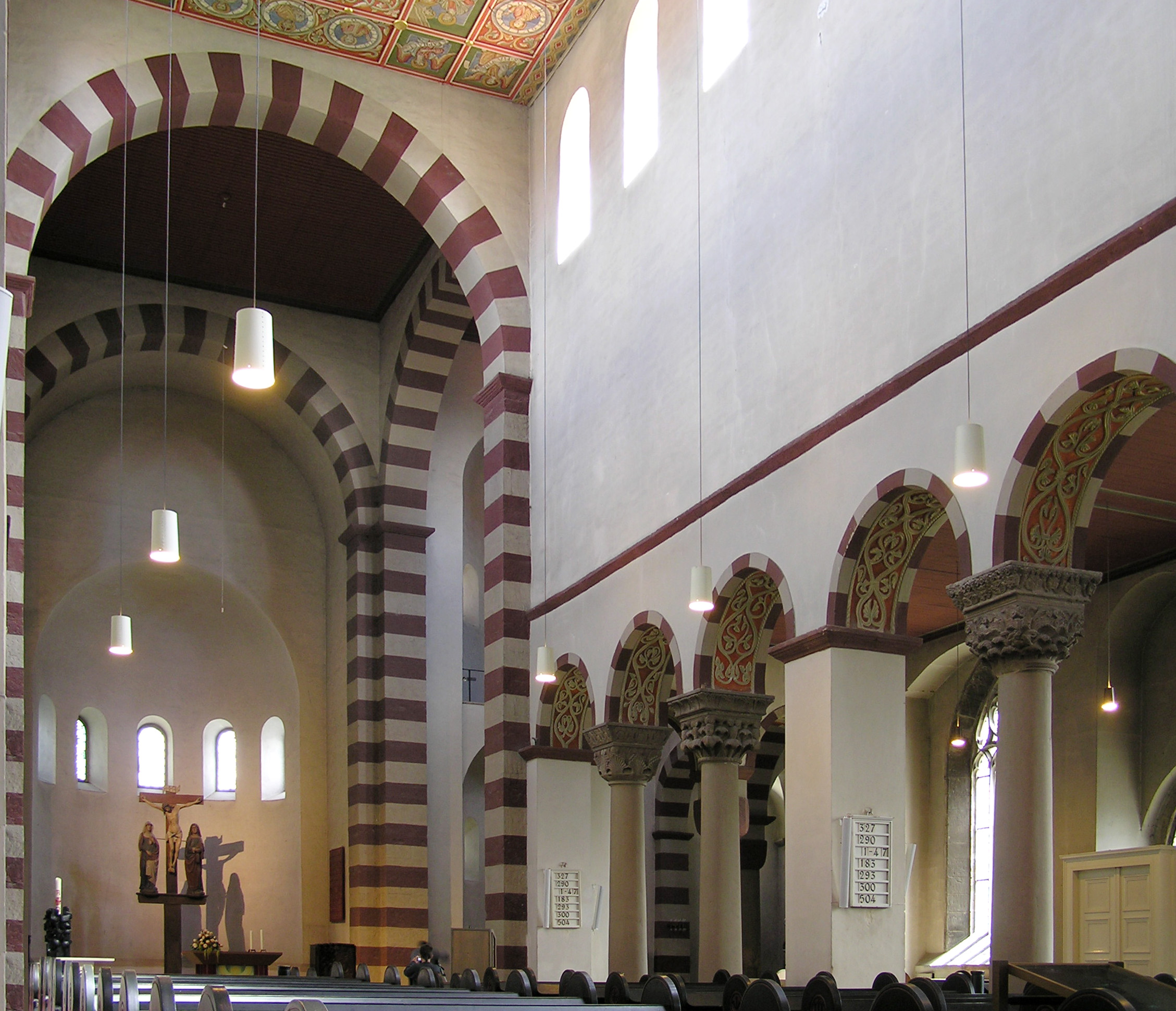
Kostel sv. Michaela, Hildesheim - nosnými články jsou střídavě dva sloupy a jeden pilíř

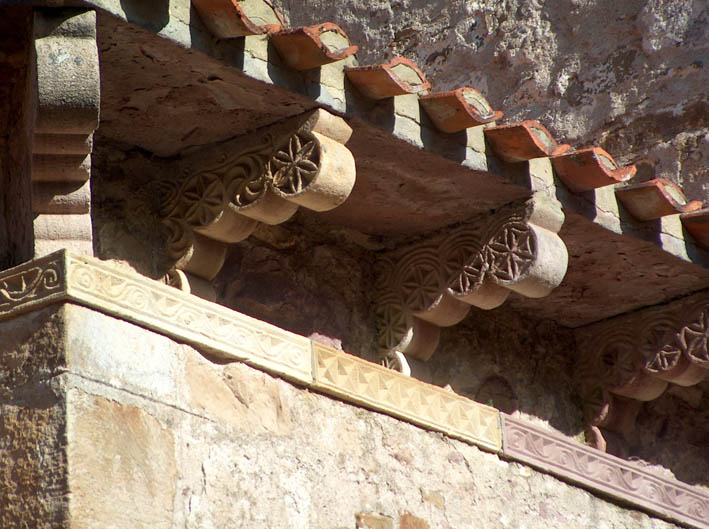
Krakorce nesoucí římsu

Podpůrný článek (jinak také nosný článek) je v architektuře označení té části stavby, které vzpírají vodorovné části břemene. Hlavními podpůrnými články jsou:
- sloup – nosný článek o kruhovém průřezu
  - polosloup – sloup částečně zapuštěný do zdiva
- pilíř – nosný článek čtvercového nebo obdélného průřezu
  - polopilíř – pilíř částečně zapuštěný do zdiva
  - pilastr – pilíř zapuštěný do zdiva více než polovinou průměru, s hlavicí a patkou
  - Liséna – pilíř zapuštěný do zdiva více než polovinou průměru, bez hlavice a patky
  - svazkový pilíř – vzniká sbíháním přípor po pilíři, zjednodušeně bývá označován jen jako pilíř, má často komplikovaný průřez
- opěrný systém gotických staveb – slouží k rozvedení tlaku klenby, díky němu ztrácejí zdi nosnou funkci
  - opěrný pilíř a opěrný oblouk – součásti vnějšího opěrného systému
  - klenební žebra a přípory – součásti vnitřního opěrného systému
- konzola – ze zdi vystupující nosné články, podpírající vystupující stavební prvky, např. balkony, sochy, trámy, přípory, římsy, klenební žebra, arkýře
- krakorec – mohutnější forma konzoly, obvyklá v gotické architektuře